# Fédération Algérienne de Football
Die Fédération Algérienne de Football ist der nationale Fußballverband in Algerien. Sie wurde 1962 gegründet, 1963 Mitglied der FIFA und 1964 Mitglied der Confédération africaine de football. Sie organisiert insbesondere die nationale Fußballliga, den Landespokalwettbewerb und die Nationalmannschaften der Männer, der Frauen sowie die Jugendauswahlteams.